# Fédération internationale des producteurs agricoles
La Fédération internationale des producteurs agricoles (FIPA) (International Federation of Agricultural Producers ou IFAP) était une organisation mondiale rassemblant des agriculteurs. Fondée en 1946 à Londres, elle représentait plus de 600 millions d’exploitations agricoles familiales regroupées au sein de 115 organisations nationales dans 80 pays. Longtemps seule à porter la voix des agriculteurs à l'échelle mondiale, la FIPA s'était vue concurrencée par l'émergence de la Via Campesina à partir des années 90. 
En raison d'une crise politique et économique, la FIPA a été dissoute par un jugement du tribunal de grande instance de Paris en date du 4 novembre 2010.
Plusieurs organisations de la FIPA sont maintenant regroupées au sein de l'Organisation mondiale des agriculteurs (World Farmers' organisation). 